# Liste des œuvres d'art de Saône-et-Loire
Cet article vise à recenser les œuvres d'art dans l'espace public de la Saône-et-Loire, en France.

## Liste

### Sculptures
| Œuvre                                        | Auteur                  | Commune                | Localisation                                                       | Notes | Installation | Coordonnées                      | Illustration |
| -------------------------------------------- | ----------------------- | ---------------------- | ------------------------------------------------------------------ | --- | ------------ | -------------------------------- | --- |
| Briard                                       | Paulette Latouche       | Autun                  | Passage Balthus                                                    | | À déterminer | à géolocaliser                   | Image manquante |
| Charolais                                    | Philippe Hervier        | Autun                  | Rond-point de Bellevue                                             | | 2003         | à géolocaliser                   | Image manquante |
| Croix de la Libération                       | À déterminer            | Autun                  | Mont Saint-Sébastien                                               | | 1945         | à géolocaliser                   | Croix de la LibérationCatherine Desbrosses, « Après-guerre. Il y avait foule, en septembre 1947, pour la bénédiction de la croix de la Libération. En signe de reconnaissance », sur Le Journal de Saône-et-Loire (consulté le 30 juin 2021). |
| Gislebertus                                  | André Chambrion         | Autun                  | Sur la place du Refitou                                            | | 2010         | à géolocaliser                   | Image manquante |
| Statue de la Vierge à l'enfant               | À déterminer            | Autun                  | 37 grande rue Marchaux                                             | Classé MH (1932). | XVIe siècle  | à géolocaliser                   | Statue de la Vierge à l'enfant« Statue de la Vierge à l'enfant », notice no PA00113100, sur la plateforme ouverte du patrimoine, base Mérimée, ministère français de la Culture.                                                              |
| Statue de Saint Christophe                   | À déterminer            | Autun                  | 7 et 9 rue Cocand                                                  | Inscrit MH (1984). | À déterminer | à géolocaliser                   | Statue de Saint Christophe« Maison Saint-Christophe », notice no PA00113088, sur la plateforme ouverte du patrimoine, base Mérimée, ministère français de la Culture.                                                                         |
| Taureau                                      | Peter Meyers            | Autun                  | Sur la place de Charmasse                                          | | À déterminer | à géolocaliser                   | Taureau« Le taureau couché à Autun (71) », sur petit-patrimoine.com (consulté le 5 août 2021). |
| Coq                                          | Peter Meyers            | Chagny                 | À déterminer                                                       | | À déterminer | à géolocaliser                   | Image manquante |
| Et sous les étoiles - Le Livre près de l'eau | Lawrence Weiner         | Chagny                 | Port du canal                                                      | | 1994         | 46° 54′ 10″ nord, 4° 45′ 12″ est | Image manquante |
| Octagon for Saint Eloi                       | Richard Serra           | Chagny                 | Sur la place de l'église Saint-Martin                              | | 1991         | 46° 54′ 43″ nord, 4° 45′ 07″ est | Octagon for Saint Eloi |
| La Porte de la mémoire                       | Jacques Perreaut        | Chalon-sur-Saône       | Avenue Léon-Blum                                                   | | 1989         | 46° 47′ 06″ nord, 4° 51′ 49″ est | Image manquante |
| Sans titre                                   | Charles Gianferrari     | Chalon-sur-Saône       | Lycée Pontus-de-Thiard                                             | | 1961         | 46° 46′ 45″ nord, 4° 50′ 11″ est | Image manquante |
| Statue de Nicéphore Niépce,                  | Eugène Guillaume        | Chalon-sur-Saône       | Sur la place du Port Villiers                                      | Représente Nicéphore Niépce. | 1885         | 46° 46′ 47″ nord, 4° 51′ 18″ est | Statue de Nicéphore Niépce |
| Buste de Pierre-Paul Prud'hon                | À déterminer            | Cluny                  | À déterminer                                                       | Représente Pierre-Paul Prud'hon. | À déterminer | 46° 25′ 53″ nord, 4° 39′ 42″ est | Buste de Pierre-Paul Prud'hon |
| Sans titre                                   | Marc-Camille Chaimowicz | Cluny                  | Hôtel-Dieu                                                         | | 2003         | 46° 25′ 44″ nord, 4° 39′ 52″ est | Image manquante |
| Le Poulet de Bresse                          | Jean Brisé              | Dommartin-lès-Cuiseaux | Autoroute 39, aire du poulet de Bresse                             | | À déterminer | à géolocaliser                   | Le Poulet de Bresse |
| Cheval cabré                                 | À déterminer            | La Clayette            | À déterminer                                                       | | À déterminer | à géolocaliser                   | Cheval cabré |
| Cheval et Jockey                             | À déterminer            | La Clayette            | À déterminer                                                       | | À déterminer | à géolocaliser                   | Cheval et Jockey |
| De/Là                                        | Peter Downsbrough       | Le Creusot             | Centre universitaire Condorcet, bibliothèque universitaire         | | 1998         | 46° 48′ 23″ nord, 4° 24′ 54″ est | Image manquante |
| Entre-temps/De, Et, Ou                       | Peter Downsbrough       | Le Creusot             | Centre universitaire Condorcet, bibliothèque universitaire         | | 1998         | 46° 48′ 23″ nord, 4° 24′ 54″ est | Image manquante |
| Buste de Lucien Guillemaut                   | Albert David            | Louhans                | Rue des Bordes, devant la mairie                                   | Représente Lucien Guillemaut. L'original de 1934 en bronze réalisé par Maurice Prost est dans le musée municipal. | À déterminer | à géolocaliser                   | Image manquante |
| Les porteurs de bennes                       | Pierre-Alexandre Morlon | Mâcon                  | Sur la place de la Barre                                           | | 1921         | 46° 18′ 23″ nord, 4° 49′ 46″ est | Image manquante |
| Statue d'Alphonse de Lamartine               | Pierre-Alexandre Morlon | Mâcon                  | Esplanade Lamartine                                                | Représente Alphonse de Lamartine. | 1878         | 46° 18′ 10″ nord, 4° 50′ 00″ est | Statue d'Alphonse de Lamartine |
| Buste de Benoît Raclet,                      | À déterminer            | Romanèche-Thorins      | En face de l'église, à l'intersection de la RD 186 et de la RD 266 | Représente Benoît Raclet. L'original réalisé en bronze par Eugène Cyrille Brunet est érigé en 1864 à l'entrée du bourg. Il est déplacé à son emplacement actuel en 1881. Il est fondu sous le régime de Vichy, dans le cadre de la mobilisation des métaux non ferreux. | À déterminer | à géolocaliser                   | Buste de Benoît Raclet« Monument à Benoît Raclet à Romanèche-Thorins », sur À nos grands hommes,« Monument à Benoît Raclet à Romanèche-Thorins », sur e-monumen                                                                               |
| Statue de Patrice de Mac Mahon               | À déterminer            | Sully                  | Château de Sully                                                   | Représente Patrice de Mac Mahon. | À déterminer | à géolocaliser                   | Statue de Patrice de Mac Mahon |

### Monuments aux morts
| Œuvre                                                       | Auteur                               | Commune                 | Localisation                                            | Notes              | Installation | Coordonnées                      | Illustration                                       |
| ----------------------------------------------------------- | ------------------------------------ | ----------------------- | ------------------------------------------------------- | ------------------ | ------------ | -------------------------------- | -------------------------------------------------- |
| Monument aux morts                                          | À déterminer                         | Anzy-le-Duc             | À déterminer                                            |                    | À déterminer | à géolocaliser                   | Monument aux morts                                 |
| Monument aux morts                                          | À déterminer                         | Autun                   | Sur la place du Champ-de-Mars                           | Inscrit MH (2016). | À déterminer | 46° 56′ 59″ nord, 4° 17′ 57″ est | Monument aux morts d'Autun                         |
| Poilu au repos (monument aux morts)                         | Copie d'après Étienne Camus          | Bantanges               | Rue du bourg (RD 971), devant la mairie                 |                    | À déterminer | 46° 36′ 35″ nord, 5° 06′ 46″ est | Monument aux morts de Bantanges                    |
| Monument aux morts                                          | À déterminer                         | Bergesserin             | À déterminer                                            |                    | À déterminer | à géolocaliser                   | Monument aux morts                                 |
| Monument aux morts de 1870-1871                             | À déterminer                         | Bourbon-Lancy           | À déterminer                                            |                    | À déterminer | 46° 37′ 14″ nord, 3° 46′ 17″ est | Monument aux morts de 1870-1871 de Bourbon-Lancy   |
| Monument aux morts                                          | À déterminer                         | Bourbon-Lancy           | À déterminer                                            |                    | À déterminer | à géolocaliser                   | Monument aux morts                                 |
| Poilu au repos (monument aux morts)                         | Copie d'après Étienne Camus          | Chaintré                | Sur la place du luminiaire, devant la mairie            |                    | 1921         | 46° 15′ 37″ nord, 4° 45′ 35″ est | Monument aux morts de Chaintré                     |
| Poilu au repos (monument aux morts)                         | Copie d'après Étienne Camus          | Chalmoux                | Au bord de la RD 195, à côté de l'église                |                    | 1921         | 46° 35′ 57″ nord, 3° 50′ 52″ est | Image manquante                                    |
| Monument aux morts                                          | Alfred Rochette (d)                  | Chalon-sur-Saône        | Sur l'esplanade de la Légion d'Honneur                  | Inscrit MH (2016). | 1926         | à géolocaliser                   | Monument aux morts                                 |
| Poilu écrasant l'aigle allemand (d) (monument aux morts)    | Copie d'après Charles-Henri Pourquet | Changy                  | À déterminer                                            |                    | À déterminer | à géolocaliser                   | Image manquante                                    |
| Poilu au repos (monument aux morts)                         | Copie d'après Étienne Camus          | Charbonnières           | Au bord de la route de Mâcon (RD 103), devant la mairie |                    | À déterminer | 46° 23′ 21″ nord, 4° 50′ 02″ est | Monument aux morts de Charbonnières                |
| Monument aux morts                                          | À déterminer                         | Charnay-lès-Mâcon       | À déterminer                                            |                    | À déterminer | à géolocaliser                   | Monument aux morts                                 |
| Poilu au repos (monument aux morts)                         | Copie d'après Étienne Camus          | Chenôves                | En face de la mairie                                    |                    | 1921         | à géolocaliser                   | Image manquante                                    |
| Monument aux morts de 1914-1918                             | À déterminer                         | Cluny                   | À déterminer                                            |                    | À déterminer | 46° 26′ 00″ nord, 4° 39′ 29″ est | Monument aux morts de 1914-1918 de Cluny           |
| Monument aux morts de 1939-1945                             | À déterminer                         | Cluny                   | À côté de l'église Notre-Dame                           |                    | À déterminer | 46° 26′ 02″ nord, 4° 39′ 28″ est | Monument aux morts de 1939-1945 de Cluny           |
| Monument aux morts de la résistance                         | À déterminer                         | Cormatin                | Au lieu-dit du Bois Dernier                             |                    | À déterminer | à géolocaliser                   | Monument aux morts de la résistance                |
| Monument aux morts                                          | À déterminer                         | Crêches-sur-Saône       | À déterminer                                            |                    | À déterminer | à géolocaliser                   | Monument aux morts                                 |
| Monument aux morts                                          | Alfred Rochette (d)                  | Cuisery                 | Sur la place d'Armes, devant la mairie                  | Inscrit MH (2016). | 1926         | à géolocaliser                   | Monument aux morts                                 |
| Monument aux morts                                          | À déterminer                         | Demigny                 | À déterminer                                            |                    | À déterminer | à géolocaliser                   | Monument aux morts                                 |
| Monument aux morts                                          | À déterminer                         | Digoin                  | À déterminer                                            |                    | À déterminer | à géolocaliser                   | Monument aux morts                                 |
| Le Poilu victorieux (monument aux morts)                    | Copie d'après Eugène Bénet           | Gibles                  | À déterminer                                            |                    | À déterminer | à géolocaliser                   | Le Poilu victorieux (monument aux morts)           |
| Poilu au repos (monument aux morts)                         | Copie d'après Étienne Camus          | Issy-l'Évêque           | À déterminer                                            |                    | 1922         | à géolocaliser                   | Image manquante                                    |
| Monument aux morts                                          | À déterminer                         | La Chapelle-de-Guinchay | À déterminer                                            |                    | À déterminer | à géolocaliser                   | Monument aux morts                                 |
| Monument aux morts                                          | À déterminer                         | La Chapelle-Thècle      | À déterminer                                            |                    | À déterminer | à géolocaliser                   | Monument aux morts                                 |
| Monument aux morts                                          | À déterminer                         | Lacrost                 | À déterminer                                            |                    | À déterminer | à géolocaliser                   | Image manquante                                    |
| Monument aux fusillés du 4 septembre 1944                   | À déterminer                         | Laives                  | À déterminer                                            |                    | 1945         | à géolocaliser                   | Monument aux fusillés du 4 septembre 1944          |
| Monument aux morts de 1870-1871                             | À déterminer                         | Louhans                 | À déterminer                                            |                    | À déterminer | 46° 37′ 40″ nord, 5° 13′ 17″ est | Monument aux morts de 1870-1871 de Louhans         |
| Poilu au repos (monument aux morts)                         | Copie d'après Étienne Camus          | Lournand                | Sur la place de la mairie                               |                    | 1922         | à géolocaliser                   | Image manquante                                    |
| Monument aux morts                                          | À déterminer                         | Lucenay-l'Évêque        | À déterminer                                            |                    | À déterminer | à géolocaliser                   | Monument aux morts                                 |
| Monument aux morts de 1870-1871                             | À déterminer                         | Mâcon                   | Dans le cimetière Saint-Brice                           |                    | À déterminer | à géolocaliser                   | Monument aux morts de 1870-1871                    |
| Monument aux morts                                          | À déterminer                         | Martailly-lès-Brancion  | À déterminer                                            |                    | À déterminer | à géolocaliser                   | Image manquante                                    |
| Monument aux morts                                          | Antoine Bourdelle                    | Montceau-les-Mines      | À déterminer                                            | Inscrit MH (2016). | 1930         | à géolocaliser                   | Monument aux morts                                 |
| Le Poilu victorieux (monument aux morts)                    | Copie d'après Eugène Bénet           | Montmelard              | À déterminer                                            |                    | À déterminer | à géolocaliser                   | Le Poilu victorieux (monument aux morts)           |
| La Défense du drapeau (d) (monument aux morts de 1870-1871) | Copie d'après Aristide Croisy        | Paray-le-Monial         | À déterminer                                            |                    | À déterminer | 46° 27′ 00″ nord, 4° 07′ 15″ est | Monument aux morts de 1870-1871 de Paray-le-Monial |
| Poilu au repos (monument aux morts)                         | Copie d'après Étienne Camus          | Poisson                 | Au bord de la RD 458, devant l'église                   |                    | À déterminer | à géolocaliser                   | Poilu au repos (monument aux morts)                |
| Poilu au repos (monument aux morts)                         | Copie d'après Étienne Camus          | Saint-Bérain-sur-Dheune | À déterminer                                            |                    | 1921         | à géolocaliser                   | Image manquante                                    |
| Monument aux morts                                          | À déterminer                         | Saint-Loup-de-Varennes  | À déterminer                                            |                    | À déterminer | à géolocaliser                   | Monument aux morts                                 |
| Monument aux morts                                          | À déterminer                         | Saint-Point             | À déterminer                                            |                    | À déterminer | à géolocaliser                   | Monument aux morts                                 |
| Poilu au repos (monument aux morts)                         | Copie d'après Étienne Camus          | Saint-Yan               | Sur la place de la mairie                               |                    | À déterminer | à géolocaliser                   | Poilu au repos (monument aux morts)                |
| Monument aux morts                                          | À déterminer                         | Semur-en-Brionnais      | À déterminer                                            |                    | À déterminer | à géolocaliser                   | Monument aux morts                                 |
| Poilu au repos (monument aux morts)                         | Copie d'après Étienne Camus          | Suin                    | À déterminer                                            |                    | 1922         | à géolocaliser                   | Poilu au repos (monument aux morts)                |
| Monument aux morts                                          | Désiré Mathivet                      | Tournus                 | Sur la place du Champ-de-Mars                           | Classé MH (2020).  | 1922         | à géolocaliser                   | Monument aux morts                                 |

### Fontaines
| Œuvre    | Auteur       | Commune               | Localisation | Notes | Installation | Coordonnées    | Illustration |
| -------- | ------------ | --------------------- | ------------ | ----- | ------------ | -------------- | ------------ |
| Fontaine | À déterminer | Vendenesse-sur-Arroux | À déterminer |       | À déterminer | à géolocaliser | Fontaine     |

### Œuvres disparues ou retirées
| Œuvre                           | Auteur                   | Commune | Localisation                        | Notes | Installation | Coordonnées    | Illustration |
| ------------------------------- | ------------------------ | ------- | ----------------------------------- | --- | ------------ | -------------- | --- |
| Statue de Divitiac,             | Arthur Péricaud          | Autun   | Sur la champ-de-Mars                | Représentait Diviciacos. Fondue sous le régime de Vichy, dans le cadre de la mobilisation des métaux non ferreux.                                                                             | 1894         | à géolocaliser | Statue de Divitiac« Monument à Divitiac, ou Divitiac, druide et chef éduens devant le Sénat romain à Autun », sur À nos grands hommes,« Monument à Divitiac, ou Divitiac, druide et chef éduens devant le Sénat romain à Autun », sur e-monumen |
| Buste de Victor Duruy,          | Claudius Chamonard       | Cluny   | Sur la place du marché              | Représentait Victor Duruy. Fondu sous le régime de Vichy, dans le cadre de la mobilisation des métaux non ferreux.                                                                            | 1907         | à géolocaliser | Image manquante |
| Statue de Timon le Misanthrope, | François-Étienne Captier | Mâcon   | Dans la cour du musée des Ursulines | Représentait Timon le Misanthrope. Fondue sous le régime de Vichy, dans le cadre de la mobilisation des métaux non ferreux. Une statue de Machivet a été installée[Quand ?] sur le piédestal. | 1890         | à géolocaliser | Image manquante |